# Curie (cráter marciano)
Curie es el nombre de un colosal cráter de impacto en el planeta Marte situado a 29.1° Norte y -4.8° Oeste. El impacto por un asteroide causó un abertura de 114.1 kilómetros de diámetro en la superficie del cuadrante Oxia Palus (MC-11) notoria por su superficie caótica. El nombre fue aprobado en 1973 por la Unión Astronómica Internacional en honor al físico francés y Premio Nobel de Física Pierre Curie.

## Imágenes

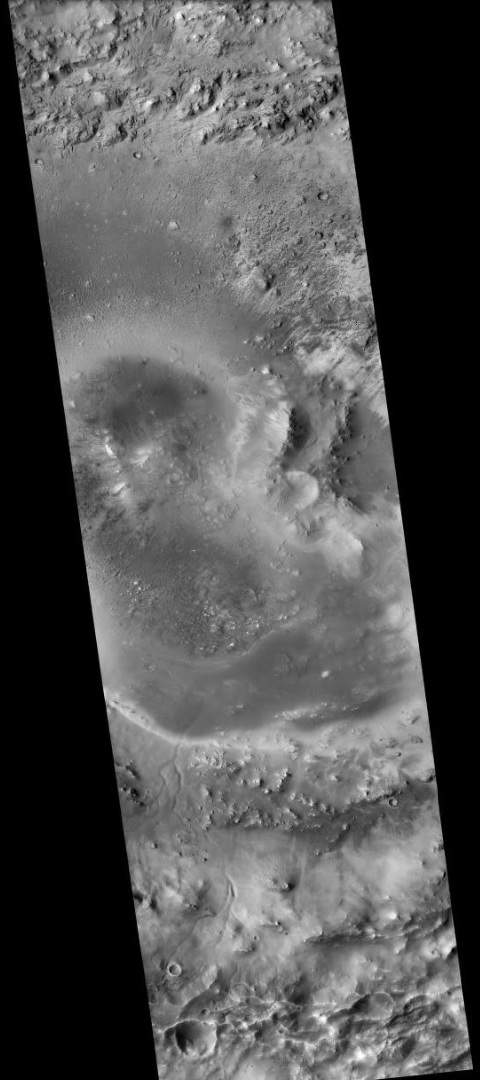
Cráter Curie, visto por la cámara CTX (desde el Mars Reconnaissance Orbiter).
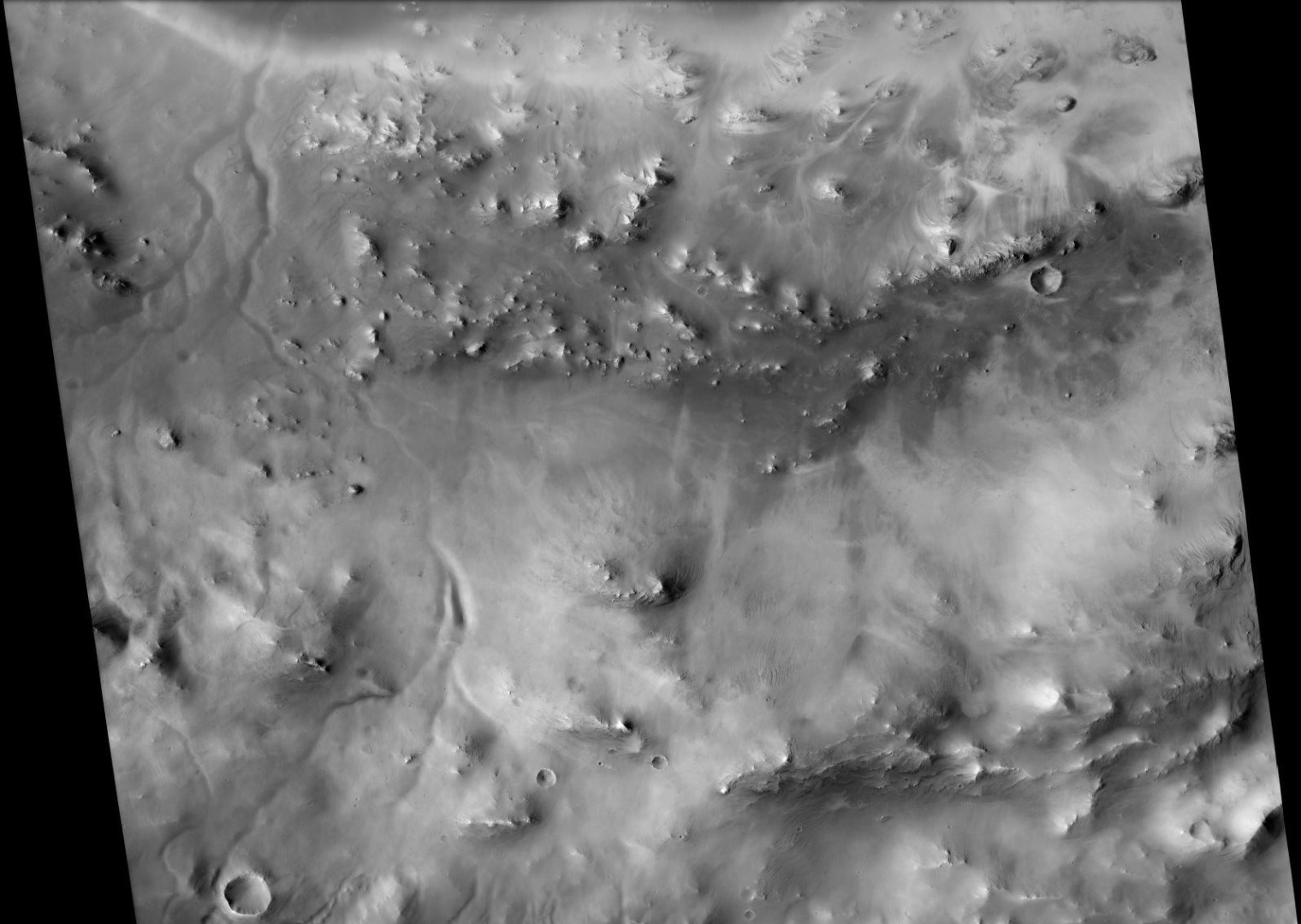
Canales en el Cráter Curie. (Nota: ampliación de la imagen anterior).
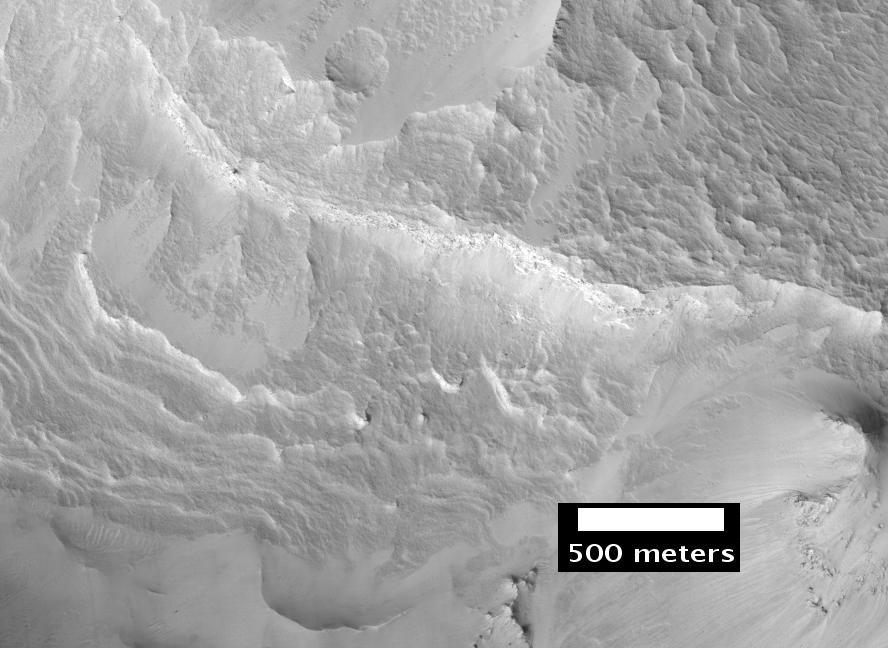
Vista de detalle de los estratos en el montículo central del Cráter Curie (imagen HiRISE).